# Страшнов, Альвиан Платонович
Альвиан Платонович Страшнов — советский архитектор, заслуженный архитектор УССР.

## Биография
Родился 13 августа 1914 года в городе Ярославль.
В 1938 году закончил Ленинградский институт инженерно-коммунального хозяйства и начал работу в качестве архитектора в Северной столице России. В этом же году был призван на службу в Красную Армию и работал в «Военпроекте» до марта 1941 года, а затем был отправлен в запас. По причине начала Великой Отечественной войны был повторно призван в ряды РККА и до марта 1942 года работал на строительстве порта Камбарка на реке Кама в Удмуртии, созданного для перевалки кузнецкого угля из вагонов в баржи и дальнейшей его отправки в европейскую часть СССР.
После окончания войны Альвиан Страшнов жил в Донецке. 1 января 1946 года он был принят на должность архитектора в «Облпроект», где  проработал до 1976 года. Среди построенных по его проектам значатся следующие объекты: в соавторстве с другими зодчими - здание экспериментальной школы №5 в Донецке и планировка центральной части Донецка; Институт металлов и Гипросталь; пристройка к третьему корпусу ДПИ; гостиница «Украина»; здание ВГСЧ; реконструкция кинотеатра им. Шевченко и гастронома «Москва»; здание телецентра в Донецке; планировка застройки микрорайонов Мирный и Солнечный и другие объекты. В 1970 году Альвиану первым из архитекторов Донецкой области было присвоено почетное звание Заслуженного архитектора УССР.
Среди исполненных объектов архитектора записано и административное здание бывшего УКГБ, однако в архивных документах «Донбассгражданпроекта» также нет ни строчки о ходе этого строительства или о каких-либо предполагаемых там архитектурных решениях. Всему виной специфика строящегося здания.
Также архитектор Страшнов занимался проектом застройки квартала №738 (район травматологической больницы) по «улицам Щорса, Университетской и проспектам Освобождения Донбасса и Больничный».
Построенное по проекту Альвиана Страшнова административное здание для УКГБ в Донецке по итогам 1967 года (ГАДО, Ф-Р6684, оп.1, д. 127, л.120) было отмечено Госстроем УССР дипломом первой степени.

## Работы
- Центральная горноспасательная станция Донбасса[2]
- 1956. Донецк. Гостиница «Украина»[3].
- 1965. Донецк. Экспериментальная школа на 2032 учащихся (архитекторы И. Ю. Каракис, В. И. Волик, А. П. Страшнов, П. И. Вигдергауз, мозаичные композиции худ. Г. И. Синицы и В. И. Зарецкого)[4];
- 1967. Донецк. Комплекс зданий УГКБ в донецке.
- 1968. Донецк. Реконструкция кинотеатра имени Т. Г. Шевченко[3].
- Донецк. Всесоюзный научно-исследовательский институт горноспасательного дела (ВНИИГД) Министерства угольной промышленности СССР[4]
- Донецк. ДонНИИчермет (архитектор А. П. Страшнов, инж. Е. Г. Чакова)[4]
- Донецк. Административное здание Облсофпрофа (бывшее здание треста «Донбассэнергострой» 1955—1958, архитекторы А. П. Страшнов, Е. Н. Глауберман) по улице Постышева в районе площади Ленина[3].
- Донецк. Реконструкция областной научной библиотеки им. Н.Крупской[5]